# Ophiostiba
Ophiostiba is een geslacht van slangsterren uit de familie Ophiomyxidae.

## Soorten
- Ophiostiba hidekii Matsumoto, 1915